# Морганюк Дмитро Миколайович
Дмитро́ Микола́йович Морганю́к — підполковник Збройних сил України, учасник російсько-української війни.
Проходив службу у в/ч А 2556.  У 2014 році брав участь у зоні бойових дій.

## Нагороди
За особистий внесок у зміцнення обороноздатності Української держави, мужність, самовідданість і високий професіоналізм, виявлені під час виконання військового обов'язку, та з нагоди Дня Збройних Сил України нагороджений орденом «За мужність» III ступеня (2.12.2016).